# The Mountain Eagle
The Mountain Eagle (en español: El águila de la montaña) fue una película muda dirigida por Alfred Hitchcock, estrenada en 1926 tras su primer largometraje El jardín de la alegría.
Es la única película del realizador británico de la que no se conserva ni siquiera una copia. El mismo Hitchcock la consideraba "un simple melodrama mundano que sería mejor olvidar", frente a la natural curiosidad de los fanáticos de la obra del británico. Casi todo lo que sabe de la película se debe a François Truffaut cuando entrevistó a Hitchcock décadas después.

## Trama

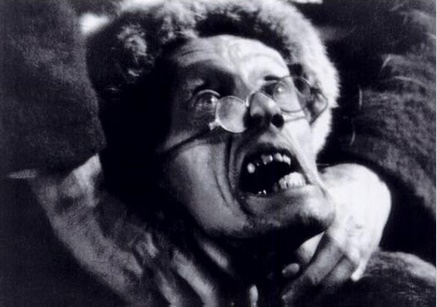
El actor alemán Bernhard Goetzke, quien Hitchcock se había hecho amigo durante el rodaje de The Blackguard, interpreta a J.P. Pettigrew.

J. P. Pettigrew, un comerciante de Kentucky que es rechazado por la maestra Beatrice Talbot, la acusa de intentar seducir a su hijo discapacitado, Edward. Rechazada por la comunidad, ella huye a las montañas donde se casa con un ermitaño, John "Fear O' God" Fulton. Fulton y Pettigrew fueron rivales amorosos en el pasado, y aunque fue Fulton quien se casó con la bella, la amargura persiste. Al enterarse de que Beatrice está embarazada, Pettigrew acusa a Fulton de asesinar a su hijo, quien se encuentra desaparecido. Encarcelado por un crimen que no cometió, Fulton finalmente es liberado luego que Edward reapareciera. Luego de una confrontación donde Pettigrew recibe un disparo y resulta herido, Fulton y Beatrice por fin viven tranquilos.

## Reparto

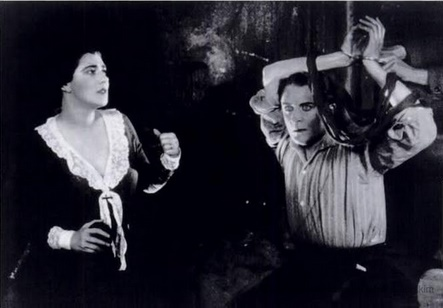
La actriz estadounidense Nita Naldi y el actor británico Malcolm Keen interpretan respectivamente a Beatrice y Fulton.

No se sabe mucho sobre el reparto completo, aparte de que era, al parecer, bastante internacional. Dicho reparto, no exhaustivo, incluiría a:
- Nita Naldi como Beatrice
- Malcolm Keen como John "Fear o 'God" Fulton
- John F. Hamilton como Edward Pettigrew
- Bernhard Goetzke como J.P. Pettigrew
- Ferdinand Martini

Algunas fotografías y un cartel han confirmado que aparecía un perro llamado "Major" en la película, pero la importancia del mismo en el argumento sigue siendo un misterio.

## Rodaje
En noviembre de 1926, se anunció que Gainsborough Pictures había fichado a Alfred Hitchcock Hitchcock para rodar su segundo largometraje Fear o'God, basado en una historia de Charles Lapworth. Tanto The Mountain Eagle como El jardín de la alegría fueron coproducciones con la alemana Emelka Film Studios.
La película se rodó en octubre y noviembre de 1925, mayoritariamente en los estudios de Emelka Film en Múnich, Alemania, y los exteriores se filmaron en Obergurgl, en lo que hoy es el municipio de Sölden en el estado de Tirol, en el suroeste de Austria, donde los Alpes de Ötztal representan las montañas y los valles de Kentucky.

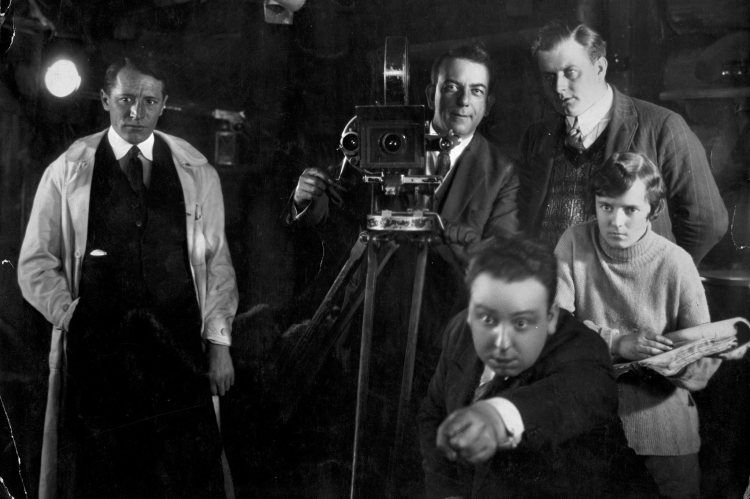
Hitchcock junto a Alma Reville (derecha) durante el rodaje de la película.

Durante el rodaje de la película, el mal tiempo fue un problema continuo. Al día siguiente de llegar a Obergurgl y antes de comenzar a planificar un horario de rodaje, había como 30 centímetros de nieve. Esto significaba que tendrían que esperar al menos seis meses antes de que se pudiera rodar allí. El equipo de producción se trasladó a la ciudad de Umhaus, donde sólo había unos pocos centímetros de nieve.
Al día siguiente, la cantidad de nieve que había caído en Umhaus superaba la que ya existía en la ciudad anterior, por lo que, tras cuatro días de espera, Hitchcock terminó acudiendo a la brigada de bomberos local y los convenció para que quitaran nieve de los caminos, casas, tejados, árboles y el suelo. En el proceso, el techo de la casa de una mujer fue parcialmente destruido debido al peso de la nieve.
Por otra parte, Hitchcock estaba constantemente discutiendo con Nita Naldi, quien en un momento dado se desmayó en el set. Finalmente, el rodaje se pospuso cuando Hitchcock sufrió un cuadro de mal de altura que le produjo vómitos. 
La película se terminó a principios de diciembre de 1925.

## Distribución

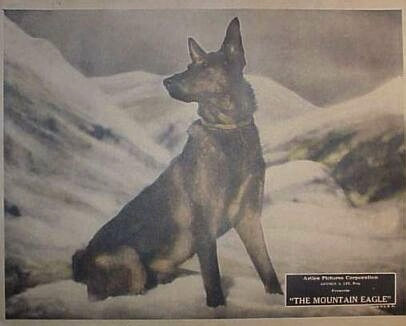
Lobby card estadounidense de la película.

La película se proyectó por primera vez en algunas salas concretas de Berlín en mayo de 1926. Luego se exhibió a la prensa británica y productores en octubre de 1926, pero los productores no la aprobaron en absoluto.  No se proyectó al público hasta después del éxito de la película de Hitchcock, en febrero de 1927, The Lodger (que también protagonizó Malcolm Keen). El gran éxito de la película y el interés del público por las películas de Hitchcock fue lo que llevó a estrenar The Mountain Eagle en mayo de 1927. 
La película se distribuyó y proyectó en el Reino Unido durante siete meses, desde junio de 1927 hasta enero de 1928. Se dijo que Wardour Movies, los distribuidores de la película, preferían Downhill (otra película de Hitchcock) en vez de The Mountain Eagle; de ahí que hubiera tan pocas copias.
La película se proyectó una vez en los Países Bajos en un festival de cine alemán, dos veces en España en fecha indeterminada y nueve veces en EE. UU. entre el 5 de febrero de 1927 y el 9 de diciembre de 1929.

## Recepción
La película fue un fracaso comercial, habiéndose dicho de ella que "no impresionó ni al distribuidor ni al público". En octubre de 1926, la revista The Kinematograph la describió como bastante errática y sin una historia convincente. Otra revista, The Bioscope, también escribió que tenía "un aire de irrealidad". Varias décadas más tarde, cuando el director de cine francés François Truffaut le preguntó sobre ella a Hitchcock en su entrevista, éste dijo que era "horrible" y que no lamentaba en absoluto que no se conservara ninguna copia.